# Jeu Sijbers
Mathias Henricus (Jeu) Sijbers (Venlo, 27 oktober 1929 – Venlo, 21 mei 1984) was een Nederlands voetballer die als rechteraanvaller speelde.

## Loopbaan
Sijbers begon bij VVV en speelde in vertegenwoordigende jeugdelftallen, het Zwaluwenelftal, het Zuidelijk elftal en het Nederlands militaire elftal. In 1953 ging een overstap naar de Duitse profs van FK Pirmasens niet door. In 1954 sloot hij zich aan bij profclub Sportclub Venlo '54 in de NBVB en na de samengang van beide bonden speelde hij wederom voor VVV. Sijbers speelde in de eerste profwedstrijd tussen Alkmaar '54 en Venlo en maakte bijna het eerste doelpunt in de NBVB-competitie maar werd teruggefloten vanwege buitenspel. In 1955 ging hij voor een transfersom van 17.500 gulden naar N.E.C. en nadien speelde hij nog voor VSV en Eindhoven. Sijbers trainde ook in het amateurvoetbal, onder meer bij SV Grashoek, RKSV Venlo en MVC '19. Hij overleed in 1984 op 54-jarige leeftijd.

## Profstatistieken
| Seizoen         | Club                | Competitie       | Competitie | Competitie | Beker | Beker | Overige | Overige | Totaal | Totaal |
| Seizoen         | Club                | Competitie       | Wed.       | Dlp.       | Wed.  | Dlp.  | Wed.    | Dlp.    | Wed.   | Dlp.   |
| --------------- | ------------------- | ---------------- | ---------- | ---------- | ----- | ----- | ------- | ------- | ------ | ------ |
| 1954            | Sportclub Venlo '54 | NBVB             | 11         | 1          | —     | —     | —       | —       | 11     | 1      |
| 1954/55         | VVV                 | Eerste klasse D  | 25         | 8          | —     | —     | —       | —       | 25     | 8      |
| 1955/56         | N.E.C.              | Eerste klasse A  | 23         | 9          | —     | —     | —       | —       | 23     | 9      |
| 1956/57         | VSV                 | Eerste divisie A | 27         | 6          | 2     | 1     | —       | —       | 29     | 7      |
| 1957/58         | Eindhoven           | Eerste divisie B | 23         | 6          | ?     | 0     | —       | —       | ??     | 6      |
| 1958/59         | Eindhoven           | Eerste divisie A | 9          | 3          | ?     | 0     | —       | —       | ??     | 3      |
| 1959/60         | Eindhoven           | Eerste divisie B | 10         | 2          | —     | —     | —       | —       | 10     | 2      |
| Carrière totaal | Carrière totaal     | Carrière totaal  | 128        | 35         | ??    | 1     | 0       | 0       | ???    | 36     |